# Skiff féminin aux Jeux olympiques d'été de 2020
Navigation
Rio 2016 Paris 2024
L'épreuve féminine de skiff des Jeux olympiques d'été de 2020 de Tokyo a lieu au Sea Forest Waterway (en) du 23 au 30 juillet 2021.

## Programme
Les horaires sont à l'heure de Tokyo (UTC+09:00).
| Date                     | Heure   | Tour                       |
| ------------------------ | ------- | -------------------------- |
| Vendredi 23 juillet 2021 | 9 h 30  | Séries                     |
| Samedi 24 juillet 2021   | 8 h 00  | Repêchage                  |
| Dimanche 25 juillet 2021 | 9 h 20  | Demi-finales E/F           |
| Dimanche 25 juillet 2021 | 11 h 00 | Quarts de finale           |
| Mardi 27 juillet 2021    | 8 h 50  | Demi-finales C/D           |
| Mercredi 28 juillet 2021 | 11 h 00 | Demi-finales A/B           |
| Jeudi 29 juillet 2021    | 11 h 25 | Finale F Finale E Finale D |
| Vendredi 30 juillet 2021 | 8 h 45  | Finale C Finale B Finale A |

## Résultats

### Séries
Les trois premiers de chaque série sont qualifiés pour les quarts de finale, les autres vont en repêchage.

#### Série 1
| Rang | Couloir | Rameur             | Pays        | Temps          | Notes |
| ---- | ------- | ------------------ | ----------- | -------------- | ----- |
| 1    | 2       | Kara Kohler        | États-Unis  | 7 min 49 s 71  | Q     |
| 2    | 1       | Tatsiana Klimovich | Biélorussie | 7 min 51 s 86  | Q     |
| 3    | 6       | Nazanin Malaei     | Iran        | 7 min 59 s 01  | Q     |
| 4    | 4       | Aleajandra Alonso  | Paraguay    | 8 min 11 s 88  | R     |
| 5    | 5       | Esther Toko        | Nigeria     | 8 min 58 s 49  | R     |
| 6    | 3       | Esraa Khogali      | Soudan      | 10 min 18 s 27 | R     |

#### Série 2
| Rang | Couloir | Rameur            | Pays              | Temps         | Notes |
| ---- | ------- | ----------------- | ----------------- | ------------- | ----- |
| 1    | 5       | Sanita Puspure    | Irlande           | 7 min 46 s 08 | Q     |
| 2    | 6       | Kenia Lechuga     | Mexique           | 7 min 54 s 21 | Q     |
| 3    | 2       | Anneta Kyridou    | Grèce             | 7 min 54 s 28 | Q     |
| 4    | 3       | Felice Aisha Chow | Trinité-et-Tobago | 8 min 02 s 02 | R     |
| 5    | 1       | Kathleen Noble    | Ouganda           | 8 min 21 s 85 | R     |
| 6    | 4       | Joan Poh          | Singapour         | 8 min 31 s 12 | R     |

#### Série 3
| Rang | Couloir | Rameur              | Pays       | Temps         | Notes |
| ---- | ------- | ------------------- | ---------- | ------------- | ----- |
| 1    | 3       | Hanna Prakatsen     | ROC        | 7 min 48 s 74 | Q     |
| 2    | 5       | Yan Jiang           | Chine      | 7 min 53 s 14 | Q     |
| 3    | 1       | Veronica Toro Arana | Porto Rico | 8 min 11 s 57 | Q     |
| 4    | 4       | Wing Yan Winne Hung | Hong Kong  | 8 min 17 s 79 | R     |
| 5    | 2       | Sarah Fraincart     | Maroc      | 8 min 32 s 78 | R     |

#### Série 4
| Rang | Couloir | Rameur                    | Pays            | Temps         | Notes |
| ---- | ------- | ------------------------- | --------------- | ------------- | ----- |
| 1    | 3       | Victoria Thornley         | Grande-Bretagne | 7 min 44 s 30 | Q     |
| 2    | 5       | Jeannine Gmelin           | Suisse          | 7 min 47 s 20 | Q     |
| 3    | 1       | Lovisa Claesson           | Suède           | 7 min 58 s 41 | Q     |
| 4    | 2       | Evidelia Gonzalez Jarquin | Nicaragua       | 8 min 25 s 18 | R     |
| 5    | 4       | Claire Ayivon             | Togo            | 8 min 48 s 07 | R     |

#### Série 5
| Rang | Couloir | Rameur               | Pays      | Temps         | Notes |
| ---- | ------- | -------------------- | --------- | ------------- | ----- |
| 1    | 2       | Magdalena Lobnig     | Autriche  | 7 min 37 s 91 | Q     |
| 2    | 4       | Carling Zeeman       | Canada    | 7 min 40 s 72 | Q     |
| 3    | 5       | Maike Diekmann       | Namibie   | 7 min 56 s 37 | Q     |
| 4    | 1       | Milena Venega Cancio | Nicaragua | 8 min 03 s 00 | R     |
| 5    | 3       | Tala Abujbara        | Qatar     | 8 min 06 s 29 | R     |

#### Série 6
| Rang | Couloir | Rameur                   | Pays             | Temps         | Notes |
| ---- | ------- | ------------------------ | ---------------- | ------------- | ----- |
| 1    | 5       | Emma Twigg               | Nouvelle-Zélande | 7 min 35 s 22 | Q     |
| 2    | 1       | Anna Sarah Sophie Souwer | Pays-Bas         | 7 min 39 s 96 | Q     |
| 3    | 3       | Jovana Arsic             | Serbie           | 7 min 46 s 74 | Q     |
| 4    | 4       | Yi-Ting Huang            | Taipei chinois   | 8 min 04 s 59 | R     |
| 5    | 2       | Hyejeong Jeong           | Corée du Sud     | 8 min 12 s 15 | R     |

### Repêchages
Les deux premières embarcations de chaque série de repêchages se qualifient pour les quarts de finale, les autres vont en demi-finale E et F.

#### Repêchage 1
| Rang | Couloir | Rameur           | Pays           | Temps         | Notes |
| ---- | ------- | ---------------- | -------------- | ------------- | ----- |
| 1    | 4       | Alejandra Alonso | Paraguay       | 8 min 08 s 91 | Q     |
| 2    | 3       | Yi-Ting Huang    | Taipei chinois | 8 min 11 s 56 | Q     |
| 3    | 2       | Tala Abujbara    | Qatar          | 8 min 16 s 88 | QEF   |
| 4    | 1       | Joan Poh         | Singapour      | 8 min 40 s 06 | QEF   |
| 5    | 5       | Sarah Fraincart  | Maroc          | 8 min 42 s 78 | QEF   |

#### Repêchage 2
| Rang | Couloir | Rameur                    | Pays              | Temps         | Notes |
| ---- | ------- | ------------------------- | ----------------- | ------------- | ----- |
| 1    | 2       | Felice Aisha Chow         | Trinité-et-Tobago | 8 min 15 s 94 | Q     |
| 2    | 1       | Hyejeong Jeong            | Corée du Sud      | 8 min 26 s 73 | Q     |
| 3    | 3       | Evidelia Gonzalez Jarquin | Nicaragua         | 8 min 37 s 55 | QEF   |
| 4    | 4       | Esther Toko               | Nigeria           | 9 min 07 s 54 | QEF   |

#### Repêchage 3
| Rang | Couloir | Rameur               | Pays      | Temps          | Notes |
| ---- | ------- | -------------------- | --------- | -------------- | ----- |
| 1    | 3       | Milena Venega Cancio | Cuba      | 8 min 17 s 30  | Q     |
| 2    | 2       | Wing Yan Winne Hung  | Hong Kong | 8 min 23 s 58  | Q     |
| 3    | 4       | Kathleen Noble       | Ouganda   | 8 min 36 s 01  | QEF   |
| 4    | 1       | Claire Ayivon        | Togo      | 9 min 04 s 23  | QEF   |
| 5    | 5       | Esraa Khogali        | Soudan    | 10 min 25 s 94 | QEF   |

### Quarts de finale
Les trois premières embarcations de chaque série de se qualifient pour les demi-finales A/B, les autres vont en demi-finales C/D.

#### Quart de finale 1
| Rang | Couloir | Rameur              | Pays       | Temps         | Notes |
| ---- | ------- | ------------------- | ---------- | ------------- | ----- |
| 1    | 4       | Sanita Puspure      | Irlande    | 7 min 58 s 30 | QAB   |
| 2    | 3       | Kara Kohler         | États-Unis | 7 min 59 s 39 | QAB   |
| 3    | 5       | Yan Jiang           | Chine      | 8 min 00 s 01 | QAB   |
| 4    | 2       | Jovana Arsic        | Serbie     | 8 min 09 s 37 | QCD   |
| 5    | 6       | Alejandra Alonso    | Paraguay   | 8 min 29 s 80 | QCD   |
| 6    | 1       | Wing Yan Winne Hung | Hong Kong  | 8 min 36 s 37 | QCD   |

#### Quart de finale 2
| Rang | Couloir | Rameur               | Pays            | Temps         | Notes |
| ---- | ------- | -------------------- | --------------- | ------------- | ----- |
| 1    | 3       | Hanna Prakatsen      | ROC             | 7 min 49 s 64 | QAB   |
| 2    | 5       | Carling Zeeman       | Canada          | 7 min 57 s 58 | QAB   |
| 3    | 4       | Victoria Thornley    | Grande-Bretagne | 7 min 59 s 93 | QAB   |
| 4    | 2       | Lovisa Claesson      | Suède           | 8 min 16 s 99 | QCD   |
| 5    | 6       | Milena Venega Cancio | Cuba            | 8 min 25 s 26 | QCD   |
| 6    | 1       | Hyejeong Jeong       | Corée du Sud    | 8 min 38 s 70 | QCD   |

#### Quart de finale 3
| Rang | Couloir | Rameur                   | Pays              | Temps         | Notes |
| ---- | ------- | ------------------------ | ----------------- | ------------- | ----- |
| 1    | 4       | Magdalena Lobnig         | Autriche          | 7 min 58 s 20 | QAB   |
| 2    | 3       | Anna Sarah Sophie Souwer | Pays-Bas          | 7 min 59 s 92 | QAB   |
| 3    | 2       | Anneta Kyridou           | Grèce             | 8 min 02 s 19 | QAB   |
| 4    | 5       | Tatsiana Klimovich       | Biélorussie       | 8 min 09 s 04 | QCD   |
| 5    | 1       | Felice Aisha Chow        | Trinité-et-Tobago | 8 min 21 s 23 | QCD   |
| 6    | 6       | Veronica Toro Arana      | Porto Rico        | 8 min 35 s 32 | QCD   |

#### Quart de finale 4
| Rang | Couloir | Rameur          | Pays             | Temps         | Notes |
| ---- | ------- | --------------- | ---------------- | ------------- | ----- |
| 1    | 3       | Emma Twigg      | Nouvelle-Zélande | 7 min 54 s 96 | QAB   |
| 2    | 4       | Jeannine Gmelin | Suisse           | 8 min 02 s 10 | QAB   |
| 3    | 1       | Nazanin Malaei  | Iran             | 8 min 07 s 32 | QAB   |
| 4    | 2       | Kenia Lechuga   | Mexique          | 8 min 09 s 29 | QCD   |
| 5    | 5       | Maike Diekmann  | Namibie          | 8 min 21 s 69 | QCD   |
| 6    | 6       | Yi-Ting Huang   | Taipei chinois   | 8 min 34 s 51 | QCD   |

### Demi-Finales

#### Demi-Finales A/B
Les trois premières se qualifient pour la finale A, les autres disputent la finale B. 

##### Demi-Finale 1
| Rang | Couloir | Rameur                   | Pays     | Temps         | Notes |
| ---- | ------- | ------------------------ | -------- | ------------- | ----- |
| 1    | 4       | Hanna Prakatsen          | ROC      | 7 min 23 s 61 | QA    |
| 2    | 5       | Jeannine Gmelin          | Suisse   | 7 min 25 s 80 | QA    |
| 3    | 1       | Yan Jiang                | Chine    | 7 min 27 s 30 | QA    |
| 4    | 2       | Anna Sarah Sophie Souwer | Pays-Bas | 7 min 29 s 66 | QB    |
| 5    | 3       | Sanita Puspure           | Irlande  | 7 min 34 s 40 | QB    |
| 6    | 6       | Anneta Kyridou           | Grèce    | 7 min 40 s 81 | QB    |

##### Demi-Finale 2
| Rang | Couloir | Rameur            | Pays             | Temps         | Notes |
| ---- | ------- | ----------------- | ---------------- | ------------- | ----- |
| 1    | 4       | Emma Twigg        | Nouvelle-Zélande | 7 min 20 s 70 | QA    |
| 2    | 6       | Victoria Thornley | Grande-Bretagne  | 7 min 25 s 12 | QA    |
| 3    | 3       | Magdalena Lobnig  | Autriche         | 7 min 25 s 59 | QA    |
| 4    | 2       | Kara Kohler       | États-Unis       | 7 min 26 s 10 | QB    |
| 5    | 5       | Carling Zeeman    | Canada           | 7 min 38 s 28 | QB    |
| 6    | 1       | Nazanin Malaei    | Iran             | 7 min 45 s 52 | QB    |

#### Demi-finales C/D
Les trois premières se qualifient pour la finale C, les autres disputent la finale D.

##### Demi-finale 1
| Rang | Couloir | Rameur              | Pays              | Temps         | Notes |
| ---- | ------- | ------------------- | ----------------- | ------------- | ----- |
| 1    | 4       | Lovisa Claesson     | Suède             | 7 min 35 s 91 | QC    |
| 2    | 3       | Jovana Arsic        | Serbie            | 7 min 39 s 26 | QC    |
| 3    | 5       | Maike Diekmann      | Namibie           | 7 min 40 s 77 | QC    |
| 4    | 2       | Felice Aisha Chow   | Trinité-et-Tobago | 7 min 45 s 14 | QD    |
| 5    | 1       | Veronica Toro Arana | Porto Rico        | 7 min 55 s 36 | QD    |
| 6    | 6       | Wing Yan Winne Hung | Hong Kong         | 7 min 56 s 30 | QD    |

##### Demi-finale 2
| Rang | Couloir | Rameur               | Pays           | Temps         | Notes |
| ---- | ------- | -------------------- | -------------- | ------------- | ----- |
| 1    | 4       | Kenia Lechuga        | Mexique        | 7 min 33 s 72 | QC    |
| 2    | 3       | Tatsiana Klimovich   | Biélorussie    | 7 min 33 s 78 | QC    |
| 3    | 5       | Milena Venega Cancio | Cuba           | 7 min 41 s 18 | QC    |
| 4    | 2       | Alejandra Alonso     | Paraguay       | 7 min 43 s 33 | QD    |
| 5    | 6       | Yi-Ting Huang        | Taipei chinois | 7 min 56 s 00 | QD    |
| 6    | 1       | Hyejeong Jeong       | Corée du Sud   | 8 min 6 s 32  | QD    |

#### Demi-finales E/F
Les trois premières se qualifient pour la finale E, les autres disputent la finale F. 

##### Demi-finale 1
| Rang | Couloir | Rameur         | Pays    | Temps          | Notes |
| ---- | ------- | -------------- | ------- | -------------- | ----- |
| 1    | 3       | Tala Abujbara  | Qatar   | 8 min 24 s 24  | QE    |
| 2    | 2       | Kathleen Noble | Ouganda | 8 min 31 s 67  | QE    |
| 3    | 1       | Esther Toko    | Nigeria | 9 min 07 s 70  | QE    |
| 4    | 4       | Esraa Khogali  | Soudan  | 10 min 23 s 52 | QF    |

##### Demi-finale 2
| Rang | Couloir | Rameur                    | Pays      | Temps         | Notes |
| ---- | ------- | ------------------------- | --------- | ------------- | ----- |
| 1    | 2       | Evidelia Gonzalez Jarquin | Nicaragua | 8 min 36 s 99 | QE    |
| 2    | 4       | Sarah Fraincart           | Maroc     | 8 min 43 s 90 | QE    |
| 3    | 3       | Joan Poh                  | Singapour | 8 min 47 s 77 | QE    |
| 4    | 1       | Claire Ayivon             | Togo      | 9 min 15 s 29 | QF    |

### Finales

#### Finale A
| Rang                                | Couloir | Rameur            | Pays             | Temps         | Notes |
| ----------------------------------- | ------- | ----------------- | ---------------- | ------------- | ----- |
| Médaille d'or, Jeux olympiques      | 4       | Emma Twigg        | Nouvelle-Zélande | 7 min 13 s 97 | OB    |
| Médaille d'argent, Jeux olympiques  | 3       | Hanna Prakatsen   | ROC              | 7 min 17 s 39 |       |
| Médaille de bronze, Jeux olympiques | 6       | Magdalena Lobnig  | Autriche         | 7 min 19 s 72 |       |
| 4                                   | 5       | Victoria Thornley | Grande-Bretagne  | 7 min 20 s 39 |       |
| 5                                   | 2       | Jeannine Gmelin   | Suisse           | 7 min 20 s 91 |       |
| 6                                   | 1       | Yan Jiang         | Chine            | 7 min 21 s 33 |       |

#### Finale B
| Rang | Couloir | Rameur                   | Pays       | Temps         |
| ---- | ------- | ------------------------ | ---------- | ------------- |
| 1    | 3       | Anna Sarah Sophie Souwer | Pays-Bas   | 7 min 25 s 96 |
| 2    | 2       | Carling Zeeman           | Canada     | 7 min 29 s 59 |
| 3    | 4       | Kara Kohler              | États-Unis | 7 min 29 s 72 |
| 4    | 6       | Anneta Kyridou           | Grèce      | 7 min 36 s 79 |
| 5    | 1       | Nazanin Malaei           | Iran       | 7 min 42 s 57 |
| 6    | 5       | Sanita Puspure           | Irlande    | DNS           |

#### Finale C
| Rang | Couloir | Rameur               | Pays        | Temps         |
| ---- | ------- | -------------------- | ----------- | ------------- |
| 1    | 5       | Tatsiana Klimovich   | Biélorussie | 7 min 39 s 53 |
| 2    | 4       | Lovisa Claesson      | Suède       | 7 min 41 s 07 |
| 3    | 2       | Jovana Arsic         | Serbie      | 7 min 43 s 30 |
| 4    | 3       | Kenia Lechuga        | Mexique     | 7 min 43 s 55 |
| 5    | 1       | Milena Venega Cancio | Cuba        | 7 min 47 s 40 |
| 6    | 6       | Maike Diekmann       | Namibie     | 7 min 52 s 17 |

#### Finale D
| Rang | Couloir | Rameur              | Pays              | Temps         |
| ---- | ------- | ------------------- | ----------------- | ------------- |
| 1    | 3       | Felice Aisha Chow   | Trinité-et-Tobago | 7 min 48 s 06 |
| 2    | 5       | Yi-Ting Huang       | Taipei chinois    | 7 min 52 s 18 |
| 3    | 4       | Alejandra Alonso    | Paraguay          | 7 min 55 s 63 |
| 4    | 2       | Veronica Toro Arana | Porto Rico        | 7 min 57 s 22 |
| 5    | 1       | Wing Yan Winne Hung | Hong Kong         | 8 min 2 s 79  |
| 6    | 6       | Hyejeong Jeong      | Corée du Sud      | 8 min 6 s 13  |

#### Finale E
| Rang | Couloir | Rameur                    | Pays      | Temps         |
| ---- | ------- | ------------------------- | --------- | ------------- |
| 1    | 4       | Tala Abujbara             | Qatar     | 8 min 0 s 22  |
| 2    | 5       | Kathleen Noble            | Ouganda   | 8 min 7 s 00  |
| 3    | 3       | Evidelia Gonzalez Jarquin | Nicaragua | 8 min 10 s 87 |
| 4    | 6       | Joan Poh                  | Singapour | 8 min 21 s 23 |
| 5    | 2       | Sarah Fraincart           | Maroc     | 8 min 25 s 38 |
| 6    | 1       | Esther Toko               | Nigeria   | 8 min 42 s 78 |

#### Finale F
| Rang | Couloir | Rameur        | Pays   | Temps         |
| ---- | ------- | ------------- | ------ | ------------- |
| 1    | 2       | Claire Ayivon | Togo   | 8 min 44 s 42 |
| 2    | 1       | Esraa Khogali | Soudan | 10 min 5 s 32 |